# Bizantinska Grčija
Bizantinska Grčija ima zgodovino, ki večinoma sovpada z zgodovino samega Bizantinskega cesarstva.

## Ozadje: Rimska Grčija
Grški polotok je leta 146 pr. n. št. postal rimski protektorat, leta 133 pr. n. št. pa so temu ozemlju dodali Egejske otoke. Atene in druga grška mesta so se uprla leta 88 pr. n. št., polotok pa je zatrl rimski general Sula. Rimske državljanske vojne so deželo še bolj opustošile, dokler Avgust leta 27 pr. n. št. polotoka ni organiziral kot provinco Ahajo.
Grčija je bila tipična vzhodna provinca Rimskega cesarstva. Rimljani so tja poslali koloniste in prispevali nove stavbe v njena mesta, zlasti v atenski agori, kjer so med drugim zgradili Agripejo Marka Agripe, knjižnico Tita Flavija Pantena in stolp vetrov. Rimljani so bili po navadi filhelenski, Grki pa so bili na splošno zvesti Rimu.
Življenje v Grčiji se je pod Rimskim cesarstvom nadaljevalo podobno kot prej, grščina pa je bila še naprej lingua franca v vzhodnem in najpomembnejšem delu cesarstva. Na rimsko kulturo je močno vplivala klasična grška kultura, kot je rekel Horacij, Graecia capta ferum victorem cepit (Prevod: 'Ujeta Grčija je ujela svojega nesramnega osvajalca'). Homerjev ep je navdihnil Vergilijevo Eneido in avtorji, kot je Lucij Anej Seneka, so pisali v grškem slogu, medtem ko so slavni Rimljani, kot so Scipion Afričan, Julij Cezar in Mark Avrelij, zbirali dela v grškem jeziku.
V tem obdobju so grške intelektualce, kot sta Galen ali Apolodor iz Damaska, nenehno prihajali v Rim. V mestu Rim so grščino govorile rimske elite, zlasti filozofi, in nižji delavski razredi, kot so mornarji in trgovci. Cesar Neron je leta 66 obiskal Grčijo in nastopil na olimpijskih igrah kljub pravilom proti udeležbi Negrkov. Seveda je bil počaščen z zmago na vsakem tekmovanju in je leta 67 razglasil svobodo Grkov na istmijskih igrah v Korintu, tako kot Flaminin več kot 200 let prej.
Hadrijan je bil tudi posebno naklonjen Grkom; preden je postal cesar, je služil kot istoimenski arhont Aten. Tam je zgradil tudi svoj slavolok in imel grškega ljubimca Antinoja.
Istočasno sta Grčija in velik del preostalega rimskega vzhoda prišla pod vpliv krščanstva. Apostol Pavel je pridigal v Korintu in Atenah in Grčija je kmalu postala eno najbolj pokristjanjenih območij cesarstva.

## Zgodnja leta (4. stoletje)
V 2. in 3. stoletju je bila Grčija razdeljena na province, vključno z Ahajo, Makedonijo, Epirus vetus in Trakijo. V času Dioklecijanove vladavine v poznem 3. stoletju je bil zahodni Balkan organiziran kot rimska dioceza, ki ji je vladal Galerij. Pod Konstantinom I. je bila Grčija del diocez Makedonije in Trakije. Vzhodni in južni Egejski otoki so sestavljali provinco Insulae v azijski škofiji.
Grčija se je med vladavino Teodozija I. soočila z vpadi Herulov, Gotov in Vandalov. Stiliho, ki je deloval kot regent za Arkadija, je evakuiral Tesalijo, ko so v poznem 4. stoletju vdrli Vizigoti. Arkadijev komornik Evtropij je Alariku dovolil vstopiti v Grčijo, ta pa je oropal Korint in Peloponez. Stiliho ga je nazadnje okoli leta 397 pregnal in Alarik je postal magister militum v Iliriku. Sčasoma so se Alarik in Goti preselili v Italijo, leta 410 oplenili Rim in zgradili Vizigotsko kraljestvo na Iberskem polotoku in južni Franciji, ki je trajalo do leta 711 in prihoda Arabcev.
Grčija je ostala del razmeroma enotne vzhodne polovice cesarstva. V nasprotju z zastarelimi vizijami pozne antike je bil grški polotok najverjetneje ena najuspešnejših regij rimskega in kasneje Vzhodnega rimsko/Bizantinskega cesarstva. Starejši scenariji revščine, depopulacije, barbarskega uničenja in civilnega propadanja so bili revidirani v luči nedavnih arheoloških odkritij. Pravzaprav se zdi, da je polis kot institucija ostal uspešen vsaj do 6. stoletja. Sodobna besedila, kot je Hieroklejev Sinekdem, potrjujejo, da je bila Grčija v pozni antiki zelo urbanizirana in je vsebovala približno 80 mest. Ta pogled na izjemno blaginjo je danes splošno sprejet in domneva se, da je bila med 4. in 7. stoletjem našega štetja Grčija morda ena najbolj gospodarsko dejavnih regij v vzhodnem Sredozemlju.
Po izgubi Aleksandrije in Antiohije zaradi Arabcev je Solun postal drugo največje mesto Bizantinskega cesarstva, imenovano 'sovladar' (symbasileuousa), takoj za Konstantinoplom. Grški polotok je ostal eno najmočnejših središč krščanstva v poznem rimskem in zgodnjem bizantinskem obdobju. Po okrevanju območja od slovanskih vpadov se je njegovo bogastvo povrnilo. Dogodki, kot sta seldžuška invazija Male Azije in latinska okupacija Konstantinopla, so v poznem bizantinskem obdobju postopoma usmerili zanimanje Bizantinskega cesarstva za grški polotok. Zlasti Peloponez je gospodarsko in intelektualno napredoval tudi med latinsko prevlado, bizantinsko okrevanjem in do končnega padca v Osmansko cesarstvo.

## Reorganizacija in zunanje grožnje (5.–8. stoletje)
Grčijo so leta 479 in 482 v Makedoniji napadli Ostrogoti pod vodstvom kralja Teoderika Velikega (493–526). Leta 540 in še večkrat so Bolgari napadli tudi Trakijo in preostalo severno Grčijo. Zaradi teh nenehnih bolgarskih vpadov je Bizantinsko cesarstvo zahtevalo, da se zgradi obrambni zid, imenovan »Anastazijev zid«, ki se je raztezal kakih 30 milj ali več od mesta Selymbria (danes Silivri) do Črnega morja. Huni in Bolgari so leta 559 napadli Grčijo, dokler se bizantinska vojska ni vrnila iz Italije, kjer je Justinijan I. poskušal zavzeti srce Rimskega cesarstva.
Po zgodovinskih dokumentih so Slovani vdrli in se naselili v delih Grčije v začetku leta 579, Bizanc pa je v 580. letih skoraj izgubil nadzor nad celotnim polotokom. Vendar pa ni nobenih arheoloških dokazov, ki bi kazali na slovanski prodor na bizantinsko ozemlje pred koncem 6. stoletja. Na splošno so sledovi slovanske kulture v Grčiji zelo redki.
Mesto Solun je ostalo neosvojeno tudi potem, ko so ga okoli leta 615 napadli Slovani. Slovani so bili na koncu poraženi, zbrali so jih Bizantinci in jih razmestili v ločene skupnosti, znane kot Sclaviniae.
Leta 610 je cesar postal Heraklij. Med njegovo vladavino je grščina postala uradni jezik cesarstva.
V začetku 7. stoletja je Konstans II. izvedel prve množične izgone Slovanov z grškega polotoka na Balkan in v srednjo Malo Azijo. Justinijan II. je premagal in uničil večino Sklavinijev ter preselil kar 100–200.000 Slovanov z grškega polotoka v Bitinijo, medtem ko je v svojo vojsko vključil približno 30.000 Slovanov.
Slovansko prebivalstvo, ki je bilo nameščeno v te ločene skupnosti, je bilo uporabljeno za vojaške pohode proti sovražnikom Bizanca. Na Peloponezu je več slovanskih osvajalcev vneslo nered v zahodni del polotoka, medtem ko je vzhodni del ostal trdno pod bizantinsko oblastjo. Cesarica Irena je organizirala vojaško akcijo, ki je osvobodila ta ozemlja in obnovila bizantinsko oblast v regiji, vendar je bila zadnja sled slovanskega elementa odstranjena šele v času vladavine cesarja Nikeforja I.: ko so Slovani prvič zavzeli Peloponez v 6. stoletju je veliko Grkov pobegnilo iz Patrasa in našlo zatočišče blizu Reggio Calabria v južni Italiji; Nikefor je potomcem teh beguncev ukazal, naj se vrnejo in jih ponovno naselil na Peloponez.
Sredi 7. stoletja je cesar Konstans II. reorganiziral cesarstvo v teme, vključno s temo Trakije, pomorskim korpusom Karabisianoi v južni Grčiji in Egejskimi otoki. Karabisanoje je pozneje Justinijan II. razdelil na temo Helada (s središčem v Korintu) in Kibireotsko temo. V tem času Slovani niso bili več nevarnost za Bizantince, saj so bili bodisi večkrat poraženi bodisi postavljeni v Sklavinije. Slovanske skupnosti v Bitiniji so uničili Bizantinci, potem ko je bil general Leoncij poražen od Arabcev v bitki pri Sebastopolu leta 692, ker so Slovani prestopili na arabsko stran.
Te teme so se leta 727 uprle ikonoklastnemu cesarju Leonu III. in poskušale postaviti svojega cesarja, a jih je Leon premagal. Leon je nato preselil sedež Karabisianojev v Anatolijo in iz njih ustvaril Kibireotsko temo. Do tega časa sta bila Grčija in Egejsko morje še vedno tehnično pod cerkveno oblastjo papeža, vendar se je Leon sprl tudi s papeštvom in ta ozemlja dal carigrajskemu patriarhu. Kot cesar je Leon III. uvedel več upravnih in pravnih reform, kot jih je bilo razglašenih od časa Justinijana. Medtem so Arabci začeli svoje prve resne napade v Egejskem morju. Bitinija je bila sčasoma ponovno poseljena z grško govorečim prebivalstvom iz celinske Grčije in Cipra.
- Bizantinski samostani v Meteori
- Bizantinska trdnjava Kavala
- Prizori poroke in družinskega življenja v Carigradu
- Hagija Sofija, Solun (Sveta modrost), 8. stol

## Blaginja in bizantinske zmage (8.–11. stoletje)
V začetku 9. stoletja je Nikefor I. začel ponovno osvajati slovanska in bolgarska območja. Grško govoreče družine iz Male Azije je naselil na grški polotok in Balkan ter razširil temo Helada na sever, da je vključil dele Tesalije in Makedonije, ter na jug, da je vključil ponovno pridobljeno ozemlje Peloponeza. Tudi Solun, ki je bil prej organiziran kot arhontat, obkrožen s Slovani, je postal posebna tema. Te teme so k vojski prispevale še 10.000 mož in Nikeforju omogočile, da je večino Slovanov pokristjanil.
Kreto so leta 824 osvojili Arabci. V poznem 9. stoletju se je Leon VI. soočil tudi z vdori Bolgarov pod Simeonom I., ki so oropali Trakijo leta 896 in ponovno leta 919 med Zojinim regentstvom Konstantina VII. Simeon je leta 922 znova vdrl v severno Grčijo in prodrl globoko proti jugu ter zasedel Tebe, severno od Aten. Kreto je leta 961 od Arabcev ponovno osvojil Nikefor II. Fokas po obleganju Handaksa.
V poznem 10. stoletju je največjo grožnjo Grčiji predstavljal Samuel Bolgarski, ki se je za to območje nenehno bojeval z Bazilijem II. Leta 985 je Samuel zavzel Tesalijo in pomembno mesto Lariso, leta 989 pa je oropal Solun. Bazilij je leta 991 počasi začel osvajati ta območja, Samuel pa je leta 997 znova zavzel območja okoli Soluna in Peloponeza, preden se je bil prisiljen umakniti v Bolgarijo. Leta 999 je Samuel zavzel Dyrrhachium in ponovno vdrl v severno Grčijo. Bazilij je ponovno zavzel ta območja do leta 1002 in v desetletju pred svojo smrtjo popolnoma podjarmil Bolgare.
Po Bazilijevi smrti leta 1025 je bila Grčija razdeljena na teme, vključno s Kreto, Peloponezom, Trakijo, Makedonijo, Helado, Nikopolisom, Dirahjem, Kefalonijo, Solunom in Strymonom, Kikladi in Egejskim morjem. Pred napadi in vdori so jih zaščitile nove teme, ustvarjene iz bolgarskega ozemlja.
Grčija je v 10. stoletju postala uspešnejša in mesta so spet začela rasti. Atene in Korint so verjetno narasli na približno 10.000 ljudi, medtem ko je Solun morda imel celo 100.000 ljudi. Iz teh tem je bil pomemben plemiški razred, zlasti makedonski cesarji, ki so vladali cesarstvu od leta 867 do 1056.

## Četrta križarska vojna in latinsko osvajanje
Grčija in celotno cesarstvo sta se v poznem 11. stoletju soočila z novo grožnjo Normanov na Siciliji. Robert Guiscard je leta 1081 zavzel Drač in Krf (Bitka pri Dyrrhichiumu (Draču)), vendar ga je Aleksej I. Komnen premagal in kasneje njegovega sina Bohemonda do leta 1083. Pečenegi so v tem obdobju napadli Trakijo.
Leta 1147, ko so se vitezi druge križarske vojne prebijali skozi bizantinsko ozemlje, je Rogerij II. Sicilski zavzel Korkiro (Krf) ter oropal Tebe in Korint.
Leta 1197 je Henrik VI. Hohenstaufen nadaljeval antagonizem svojega očeta Friderika Barbarosse proti cesarstvu z grožnjo, da bo napadel Grčijo in si povrnil ozemlje, ki so ga Normani kratek čas držali. Aleksej III. Angel ga je bil prisiljen plačati, čeprav so davki, ki jih je uvedel, povzročili pogoste upore proti njemu, vključno z upori v Grčiji in na Peloponezu. Tudi med njegovo vladavino je četrta križarska vojna poskušala na prestol postaviti Alekseja IV., dokler ni na koncu napadla in oplenila prestolnice.
Grčija je bila v 11. in 12. stoletju relativno mirna in uspešna v primerjavi z Anatolijo, ki so jo preplavili Seldžuki. Solun je verjetno narasel na približno 150.000 ljudi, kljub temu, da so ga leta 1185 izropali Normani. Tudi Tebe so postale veliko mesto z morda 30.000 ljudmi in so bile središče velike industrije svile. Atene in Korint sta imela verjetno še okoli 10.000 ljudi. Celinska grška mesta so še naprej izvažala žito v prestolnico, da bi nadomestila zemljo, ki so jo izgubili s Seldžuki.
Ko pa je bil med četrto križarsko vojno leta 1204 osvojen Konstantinopel, je bila Grčija razdeljena med križarje. Latinsko cesarstvo je držalo Konstantinopel in Trakijo, medtem ko je bila preostala Grčija razdeljena na Solunsko kraljestvo, Ahajsko kneževino in Atensko vojvodino. Benečani so nadzorovali Egejsko vojvodino, medtem ko je bil Epirski despotat ustanovljen kot ena od treh bizantinskih grških naslednic.
Mihael VIII. Paleolog je obnovil cesarstvo leta 1261, potem ko je ponovno pridobil tudi Solunsko kraljestvo. Mihael je do svoje smrti leta 1282 ponovno zavzel Egejske otoke, Tesalijo, Epir in večino Ahaje, vključno s križarsko trdnjavo Mistra, ki je postala sedež Bizantinskega despotata. Vendar pa so Atene in severni Peloponez ostali v rokah križarjev. Karel I. Anžujski in kasneje njegov sin sta zahtevala prestol propadlega Latinskega cesarstva in ogrožala Epir, vendar tam nikoli nista mogla napredovati.

## Bizantinska rekonkvista in obnova
Do vladavine Andronika III. Paleologa, ki se je začela leta 1328, je cesarstvo nadzorovalo večino Grčije, zlasti metropolo Solun, a zelo malo drugega. Epir je bil nominalno bizantinski, a se je še vedno občasno upiral, dokler ni bil v celoti obnovljen leta 1339. Grčija je bila večinoma uporabljena kot bojišče med državljansko vojno med Ivanom V. Paleologom in Ivanom VI. Kantakuzenom v 1340-ih, istočasno pa so Srbi in Osmani začeli napadel Grčijo. Do leta 1356 je bila v Epiru in Tesaliji ustanovljena še en neodvisen despotat.
Peloponez, v tem obdobju običajno imenovan Morea, je bil zdaj skoraj središče cesarstva in je bil zagotovo najbolj rodovitno območje. Mistra in Monemvazija sta bili naseljeni in uspešni tudi po črni kugi sredi 14. stoletja. Mistra se je po pomembnosti kosala s Konstantinoplom. Bila je trdnjava grškega pravoslavja in je ostro nasprotovala poskusom cesarjev, da bi se združili s katoliško cerkvijo, čeprav bi to cesarstvu omogočilo pridobitev pomoči z zahoda proti Osmanom.

## Osmanska grožnja in osvajanje
Osmani so začeli z osvajanjem Balkana in Grčije v poznem 14. in zgodnjem 15. stoletju in med drugim zavzeli Solun, Janino in Tesalijo. Leta 1445 je bodoči cesar Konstantin XI. Paleolog, takratni despot Mistre, ponovno zavzel os Osmanov okupirano Tesalijo, vendar proti večini drugih osmanskih ozemelj ni mogel storiti veliko. Cesar Konstantin XI. je bil poražen in ubit leta 1453, ko so Osmani končno zavzeli Konstantinopel. Po padcu Konstantinopla so Osmani do leta 1458 zavzeli tudi Atene, vendar so do leta 1460 pustili Bizantinski despotat na Peloponezu. Benečani so še vedno nadzorovali Kreto, Egejske otoke in nekatera mesta-pristanišča, sicer pa so Osmani nadzorovali številne regije Grčije, razen gore in močno gozdnata območja.

## Galerija
- Cerkev Panagia Halkeon (Solun)
- Upodobitev grškega ognja Johna Skylitzesa (Madrid Skylitzes)
- Grad Trikala
- Cerkev Kapnikarea, Atene
- Pogled na samostan Hosios Loukas, primer bizantinske arhitekture v času makedonske renesanse
- Mozaiki Nea Moni s Hiosa
- Samostan Janeza Evangelista, Patmos
- Morejski despotat (1349–1460)
- Bizantinski grad Angelokastro (Krf) je uspešno odbil Osmane

## Literatur
- Avramea, Anna (2012).  Η Πελοπόννησος από τον 4ο ως τον 8ο αιώνα: Αλλαγές και συνέχεια [The Peloponnese from the 4th to the 8th century: Changes and continuity.] (v grščini). Athens: National Bank of Greece Cultural Foundation. ISBN 978-960-250-501-4.
- Bon, Antoine (1951). Le Péloponnèse byzantin jusqu'en 1204 (v francoščini). Presses Universitaires de France.
- Curta, Florin (2006). Southeastern Europe in the Middle Ages, 500–1250. Cambridge University Press. ISBN 978-0-521-81539-0.
- Curta, Florin (2011). The Edinburgh History of the Greeks, c. 500 to 1050: The Early Middle Ages. Edinburgh: Edinburgh University Press. ISBN 978-0-7486-3809-3.
- Nicol, Donald MacGillivray (2010). The Despotate of Epiros 1267–1479: A Contribution to the History of Greece in the Middle Ages. Cambridge University Press. ISBN 978-0-521-13089-9.
- Rothaus, Richard M. Corinth: The First City of Greece. Brill, 2000. ISBN 90-04-10372-4
- Dimov, G. The Notion of the Byzantine City in the Balkans and in Southern Italy - 11th and 12th Centuries  - В: Realia Byzantino-Balcanica. Сборник в чест на 60 годишнината на професор Христо Матанов. София, 2014.